# Aeroporto de Cufra
Aeroporto de Cufra (IATA: AKF, ICAO: HLKF) é um aeroporto em Cufra, sudeste da Líbia.

## História
O aeroporto de Cufra começou como Aeródromo Boca, construído na década de 1930 como uma pequena instalação pelos italianos. No início da Segunda Guerra Mundial, proporcionou uma ligação aérea à África Oriental Italiana (Etiópia, Eritreia e Somália italiana). Foi capturado por unidades francesas livres sob o general Leclerc em 1 de março de 1941, juntamente com Cufra Oasis.
Em abril de 1942, um destacamento do Esquadrão 16 da Força Aérea da África do Sul com três aeronaves Bristol Blenheim Mk. IV  foi encaminhado para Cufra, sob o comando do Major J.L.V. de Wet, para fortalecer as defesas aéreas da guarnição. Na manhã de 4 de maio de 1942, as três aeronaves decolaram em uma missão de familiarização. Eles se perderam e pousaram cerca de 150 quilômetros a nordeste de Cufra. Uma tempestade de areia impediu as ações terrestres e aéreas, e no momento em que a aeronave perdida foi localizada em 11 de maio, apenas um da tripulação total de 12 homens estava vivo.
Em 26 de agosto de 2008, um Boing 737 sudanês foi sequestrado e desembarcou no aeroporto de Cufra depois de ter partido do aeroporto de Niala, Darfur, com destino a Cartum. Mais cedo, as autoridades egípcias recusaram permitir que o avião pousasse em sua capital nacional, o Cairo.
A Libyan Airlines operou duas vezes por semana de Bengasi com o Boeing 727-200 durante pelo menos dez anos antes da sua suspensão em 2004. Por alguns anos que antecederam a revolução, a Tibesti Airlines (mais tarde renomeada Air Libya) operou duas vezes por semana Bengasi - Cufra - Cartum com uma aeronave British Aerospace 146 arrendada. A Air Libya também operou um voo semanal semanal intermitente para Trípoli com um Boeing 727-200.
Em julho de 2013, a Libyan Airlines voltou a lançar o serviço Bengasi que foi suspenso nove anos antes. Durante o mesmo mês, um contrato de 2010 com a empresa italiana Salini Costruttori para atualizar a pista de aterrissagem e as pistas de rodagem do aeroporto (suspenso devido à guerra civil de 2011) foi reativado e as obras deverão demorar 20 meses.